# Металлист (футбольный клуб, Королёв)
«Металли́ст» — российский футбольный клуб из подмосковного города Королёв. Выступает в Первенстве России среди команд III Дивизиона. Основан в 1928 году.
Домашний стадион клуба — «Металлист» в городском округе Королёв, вмещающий 2500 зрителей.

## Названия
- «Динамо — Трудкоммуна № 1» Болшево — 1928—1933
- «Трудкоммуна № 1» Болшево — 1934
- «Динамо — Трудкоммуна № 1» Болшево — 1935—1936
- «Динамо» Болшево — 1937—1938 (в 1938 году трудкоммуна была ликвидирована[1])
- «Металлист» Болшево — 1939—1940
- «Металлист» Костино — 1940—1960
- «Металлист» Калининград — 1960—1995
- «Металлист» Королёв — 1996—2009
- «Металлист-Королёв» Королёв — 2010—2013
- «Металлист» Королёв — с 2014

## Достижения
В Советской истории:
- Кубок СССР — выход в 1/4 финала (1938).

В Российской истории:
- Чемпионат Московской области «Высшая группа» (6-й уровень) — (1-е 2001; 1-е 2009).
- Первенство России среди команд III Дивизиона, зона Московская область, группа «Б» (5-й уровень) — (3-е 2010; 3-е 2011/12; 2-е 2014).

Наивысшее достижение в российской истории:
- Первенство России среди команд III Дивизиона, зона Московская область, группа «А» (4-й уровень) — (5-е 2018; 4-е 2022).

Предсезонные, товарищеские турниры:
- Ежегодный областной турнир — мемориал памяти лётчика-космонавта В. Н. Волкова (проводится с 1973 года и по настоящее время):

13 раз 1-е место. (1983; 1991; 1994; 1995; 1997; 2000; 2003; 2008; 2009; 2011; 2013; 2015; 2019; 2021)
- Кубок Федерации футбола Московской области (турнир памяти В. А. Ефремова) — (1-е 2019).

## Результаты выступлений
| Сезон | Дивизион                     | Зона               | Лига   | Место |
| 2002  | Третий дивизион              | Московская область | Лига А | 15    |
| 2003  | Четвертый дивизион           | Московская область | Лига Б | 17    |
| 2004  | Чемпионат Московской области | Московская область | Лига В | 6     |
| 2005  | Чемпионат Московской области | Московская область | Лига В | 9     |
| 2006  | Чемпионат Московской области | Московская область | Лига В | 7     |
| 2007  | Чемпионат Московской области | Московская область | Лига В | 6     |
| 2008  | Чемпионат Московской области | Московская область | Лига В | 8     |
| 2009  | Чемпионат Московской области | Московская область | Лига В | 1     |
| 2010  | Четвертый дивизион           | Московская область | Лига Б | 3     |
| 2011  | Четвертый дивизион           | Московская область | Лига Б | 3     |
| 2012  | Четвертый дивизион           | Московская область | Лига Б | 5     |
| 2013  | Четвертый дивизион           | Московская область | Лига Б | 4     |
| 2014  | Четвертый дивизион           | Московская область | Лига Б | 2     |
| 2015  | Третий дивизион              | Московская область | Лига А | 13    |
| 2016  | Четвертый дивизион           | Московская область | Лига Б | 5     |
| 2017  | Третий дивизион              | Московская область | Лига А | 7     |
| 2018  | Третий дивизион              | Московская область | Лига А | 5     |
| 2019  | Третий дивизион              | Московская область | Лига А | 6     |
| 2020  | Третий дивизион              | Московская область | Лига А | 9     |
| 2021  | Третий дивизион              | Московская область | Лига А | 8     |
| 2022  | Третий дивизион              | Московская область | Лига А | 4     |
| 2023  | Третий дивизион              | Московская область | Лига А | 13    |
| 2024  | Третий дивизион              | Московская область | Лига А | 8     |

## Текущий состав
По состоянию на 22 марта 2025 года

| 22 | Флаг России | Вр  | Павел Борискин    | 2002 |  |  |  |  |  |
| 30 | Флаг России | Вр  | Даниэль Иззатов   | 2007 |  |  |  |  |  |
| 78 | Флаг России | Вр  | Максим Блинков    | 2008 |  |  |  |  |  |
| 99 | Флаг России | Вр  | Денис Никифоров   | 2009 |  |  |  |  |  |
|    |             |     |                   |      |  |  |  |  |  |
| 5  | Флаг России | Защ | Эрнест Мелкумян   | 1990 |  |  |  |  |  |
| 13 | Флаг России | Защ | Артем Грабовский  | 2006 |  |  |  |  |  |
| 56 | Флаг России | Защ | Роман Головин     | 2003 |  |  |  |  |  |
| 25 | Флаг России | Защ | Никита Парфенов   | 2009 |  |  |  |  |  |
| 15 | Флаг России | Защ | Максим Пугачев    | 2003 |  |  |  |  |  |
| 70 | Флаг России | Защ | Амир Измайлов     | 2001 |  |  |  |  |  |
| 3  | Флаг России | Защ | Андрей Ерошин     | 1995 |  |  |  |  |  |
| 27 | Флаг России | Защ | Герман Подваканян | 1991 |  |  |  |  |  |
| 33 | Флаг России | Защ | Николай Куликов   | 2007 |  |  |  |  |  |

| 52 | Флаг России | Пз  | Ринат Гафитулин    | 2003 |  |  |  |  |  |
| 21 | Флаг России | Пз  | Дмитрий Родичев    | 2002 |  |  |  |  |  |
| 26 | Флаг России | Пз  | Артур Шамян        | 2007 |  |  |  |  |  |
| 68 | Флаг России | Пз  | Даниил Пятаев      | 1997 |  |  |  |  |  |
| 88 | Флаг России | Пз  | Даниил Кайшаури    | 2006 |  |  |  |  |  |
| 7  | Флаг России | Пз  | Максим Манин       | 2007 |  |  |  |  |  |
| 29 | Флаг России | Пз  | Дмитрий Шипилов    | 2007 |  |  |  |  |  |
| 31 | Флаг России | Пз  | Александр Бирюков  | 2007 |  |  |  |  |  |
| 57 | Флаг России | Пз  | Степан Голубев     | 2009 |  |  |  |  |  |
|    |             |     |                    |      |  |  |  |  |  |
| 17 | Флаг России | Нап | Артем Комиссаров   | 2007 |  |  |  |  |  |
| 20 | Флаг России | Нап | Антон Разаков      | 1997 |  |  |  |  |  |
| 11 | Флаг России | Нап | Александр Чечёткин | 2007 |  |  |  |  |  |
| 10 | Флаг России | Нап | Евгений Кошевой    | 2003 |  |  |  |  |  |
| 6  | Флаг России | Нап | Георгий Хатунцев   | 2005 |  |  |  |  |  |

### Тренерский штаб
| Должность       | Имя             |
| --------------- | --------------- |
| Главный тренер  | Алексей Авдохин |
| Тренер          | Юрий Данилов    |
| Тренер вратарей | Роман Болдин    |